# Alchemilla propinqua
Alchemilla propinqua é uma espécie de rosácea do gênero Alchemilla, pertencente à família Rosaceae.